# NGC 918

NGC 918

NGC 918 في الفهرس العام الجديد، هي مجرة، تقع في كوكبة الحمل (كوكبة). اكتشفت في 1831 بواسطة جون هيرشل.

## روابط خارجية
- NGC 918 على موقع ويكي سكاي: DSS2, SDSS, GALEX, IRAS, Hydrogen α, X-Ray, Astrophoto, Sky Map, Articles and images